# Avengers: Doomsday
Avengers: Doomsday es una próxima película de superhéroes estadounidense de 2026 basada en el equipo de superhéroes de Marvel Comics, los Vengadores. Producida por Marvel Studios y AGBO, y distribuida por Walt Disney Studios Motion Pictures, está destinada a ser la quinta película de la Hexalogía de Avengers, después de Avengers: Endgame (2019), y la película número 39 del Universo cinematográfico de Marvel (UCM). Dirigida por Anthony y Joe Russo y escrita por Michael Waldron y Stephen McFeely, la película presenta un reparto coral que incluye a Chris Hemsworth, Vanessa Kirby, Anthony Mackie, Sebastian Stan, Letitia Wright, Paul Rudd, Wyatt Russell, Tenoch Huerta Mejía, Ebon Moss-Bachrach, Simu Liu, Florence Pugh, Kelsey Grammer, Lewis Pullman, Danny Ramirez, Joseph Quinn, David Harbour, Winston Duke, Hannah John-Kamen, Tom Hiddleston, Patrick Stewart, Ian McKellen, Alan Cumming, Rebecca Romijn, James Marsden, Channing Tatum, Pedro Pascal, y Robert Downey Jr.. En la película, los Vengadores, Wakandianos, los Cuatro Fantásticos, los Nuevos Vengadores y los X-Men se unen para enfrentarse a Doctor Doom (Downey).
En julio de 2022, se anunciaron dos nuevas películas de Avengers, The Kang Dynasty y Secret Wars, como la conclusión de "The Multiverse Saga". Destin Daniel Cretton fue contratado para dirigir The Kang Dynasty y Jonathan Majors estaba listo para repetir su papel del UCM como el villano Kang el Conquistador. Jeff Loveness se unió a la película como escritor en septiembre. En noviembre de 2023, Cretton renunció como director, Waldron reemplazó a Loveness como escritor y Marvel estaba considerando alejarse de la historia de Kang, en parte debido a los problemas legales de Majors; Majors fue despedido al mes siguiente, momento en el que la película ya se llamaba Avengers 5. El regreso de los hermanos Russo como directores y McFeely como escritor, el casting de Downey como el nuevo villano Doctor Doom y el nuevo título Doomsday se anunciaron en julio de 2024. Se espera que el rodaje comience a principios de 2025 en el Reino Unido, con un gran reparto formado principalmente por actores de medios anteriores del UCM y otras películas de Marvel.
Avengers: Doomsday está programada para estrenarse en Estados Unidos el 18 de diciembre de 2026, como parte de la Fase Seis del UCM. El estreno de Secret Wars está previsto para el 17 de diciembre de 2027.

## Premisa
Catorce meses después de los eventos de Thunderbolts* (2025), los Vengadores, Wakandianos, los Cuatro Fantásticos, los Nuevos Vengadores y los X-Men "originales" se unen para enfrentarse a Doctor Doom.

## Reparto
- Chris Hemsworth como Thor: Miembro  y fundador de los Vengadores y antiguo rey de Asgard, basado en la deidad de la mitología nórdica del mismo nombre[3]
- Vanessa Kirby como Sue Storm / Mujer Invisible: Miembro de los Cuatro Fantásticos y esposa de Reed Richards, capaz de generar campos de fuerza y volverse invisible[4]
- Anthony Mackie como Sam Wilson / Capitán América: Un vengador y ex-paracaidista de la Fuerza Aérea de los Estados Unidos, entrenado por el ejército en combate aéreo con una mochila alada especialmente diseñada.[5]
- Sebastian Stan como Bucky Barnes: Un supersoldado mejorado con un brazo cibernético, líder de facto de los Thunderbolts.[3]
- Letitia Wright como Shuri / Black Panther: La ex-princesa de Wakanda, que diseña nueva tecnología para la nación y adquiere habilidades sobrehumanas al ingerir la hierba con forma de corazón.[3]
- Paul Rudd como Scott Lang / Ant-Man: Un vengador y ex-delincuente menor con un traje que le permite encogerse o crecer en escala mientras aumenta su fuerza[3]
- Wyatt Russell como John Walker / U.S. Agent: Un súper soldado mejorado, ex-Capitán América y miembro de los Thunderbolts[3]
- Tenoch Huerta Mejía como Namor: El rey de Talokán y un poderoso mutante capaz de respirar tanto en tierra como bajo el agua[3]
- Ebon Moss-Bachrach como Ben Grimm / The Thing: El mejor amigo de Richards, exastronauta y miembro de los Cuatro Fantásticos, envuelto en una capa de roca naranja que le otorga fuerza sobrehumana y Durabilidad[4]
- Simu Liu como Xu Shang-Chi: Un hábil artista marcial que fue entrenado a temprana edad para ser un asesino por su padre Xu Wenwu[3]
- Florence Pugh como Yelena Belova: Una miembro de los Thunderbolts que fue entrenada en la Habitación Roja como una asesina de las Viuda Negra[3]
- Kelsey Grammer como Hank McCoy / Bestia: Un mutante y miembro de los X-Men de una realidad alternativa que posee características físicas animalescas, incluyendo pelaje azul, orejas puntiagudas, colmillos y garras[3]
- Lewis Pullman como Bob / Sentry: Un individuo con superpoderes[3]
- Danny Ramirez como Joaquin Torres / Falcon: Un primer teniente en los Fuerza Aérea de EE. UU., quien fue reclutado por Wilson y usa una mochila alar similar.[3]
- Joseph Quinn como Johnny Storm / Antorcha Humana: Hermano de Sue y miembro de los Cuatro Fantásticos, puede volar y controlar el fuego mediante Pyrokinesis[4]
- David Harbour como Alexei Shostakov / Guardián Rojo: Miembro de los Thunderbolts, el supersoldado ruso homólogo del Capitán América y una figura paterna para Belova.[3]
- Winston Duke como M'Baku: Un poderoso guerrero y líder de la tribu montañera de Wakanda, los Jabari.[3]
- Hannah John-Kamen como Ava Starr / Fantasma: Miembro de los Thunderbolts que puede atravesar objetos[3]
- Tom Hiddleston como Loki: El dios asgardiano de las historias, antiguo dios de las travesuras y hermano adoptivo de Thor, basado en la deidad mitológica nórdica del mismo nombre[3]
- Patrick Stewart como Charles Xavier / Profesor X: Un mutante telepático y fundador de los X-Men[3]
- Ian McKellen como Erik Lehnsherr / Magneto: Un poderoso mutante que puede generar y controlar campos magnéticos[3]
- Alan Cumming como Kurt Wagner / Nightcrawler:
Un mutante de piel azul y aspecto demoníaco que puede teletransportarse.[3] Cumming dijo que el proceso de maquillaje para el personaje se redujo a una hora y media para Doomsday, desde las cuatro horas y media hasta las cinco horas que le tomó a la película X2 de 20th Century Fox (2003), en gran parte porque los tatuajes del personaje ya no se aplicaban individualmente a mano.[6] Descubrió que trabajar en Doomsday fue "curativo" después de su miserable experiencia trabajando en X2.[7]
- Rebecca Romijn como Raven Darkhölme / Mystique: Una mutante de piel azul que es un cambiaformas[3]
- James Marsden como Scott Summers / Cíclope: Un mutante y líder de los X-Men que puede emitir poderosos rayos de energía óptica, controlados por un visor especial[3]
- Channing Tatum como Remy LeBeau / Gambito: Un mutante con la capacidad de cargar objetos con energía cinética, lo que hace que exploten al impactar.[3]
- Pedro Pascal como Reed Richards / Mister Fantástico: Un científico muy inteligente y líder de los Cuatro Fantásticos que puede estirar cualquier parte de su cuerpo a grandes distancias.[4]
- Robert Downey Jr. como Victor von Doom / Doctor Doom:
El codirector Joe Russo describió a Doom como un personaje tridimensional y uno de los personajes de cómic más complejos, y sintió que Downey, quien anteriormente protagonizó a Tony Stark / Iron Man en el UCM, era la única persona capaz de asumir el papel.[8][9] Downey desarrolló su propia historia de fondo para el personaje como referencia para su actuación y también aportó ideas para el vestuario.[10]

Los actores adicionales programados para repetir sus papeles de MCU en la película incluyen a Jeremy Renner como Clint Barton / Hawkeye, Benedict Cumberbatch como Dr. Stephen Strange, Tom Holland como Peter Parker / Spider-Man, Hayley Atwell como Peggy Carter, Benedict Wong como Wong, Mabel Cadena como Namora y Álex Livinalli como Attuma. Chris Evans, quien anteriormente interpretó a Steve Rogers / Capitán América y una variante de universo alternativo de Johnny Storm / Antorcha Humana en el UCM, ha sido elegido para un papel no revelado. Hay informes contradictorios sobre si Ryan Reynolds repetirá su papel como Wade Wilson / Deadpool en la película.

## Producción

### Desarrollo

#### Anuncio comoThe Kang Dynasty
Hablando de más películas de los Vengadores que se realizarán después de Avengers: Endgame (2019), en mayo de 2018, el CEO de The Walt Disney Company, Bob Iger, dijo que Marvel Studios se estaba centrando en nuevos personajes y franquicias para el Universo cinematográfico de Marvel (UCM), pero que otra película de Avengers podría ocurrir en el futuro, especialmente dada la popularidad de la películas anteriores. En enero de 2021, el presidente de Marvel Studios, Kevin Feige, dijo que otra película de Avengers sucedería "en algún momento". Al discutir el futuro del UCM para Variety en mayo de 2022, Adam B. Vary dijo que aún no tenía idea de hacia dónde se dirigía la franquicia después de Endgame, pero varios de los proyectos de la Fase Cuatro del UCM habían presentado el multiverso y también se habían introducido algunos "Grandes Malos" potenciales, incluido Kang el Conquistador. Jonathan Majors fue elegido para interpretar a Kang en septiembre de 2020 para la película Ant-Man and the Wasp: Quantumania (2023), y fue presentado como una "variante" de Kang en el universo alternativo llamada He Who Remains en la primera temporada de la serie de televisión de Disney+ Loki (2021), que introdujo el multiverso en el UCM. Kang fue descrito por Michael Waldron, el creador de Loki y escritor de la película Doctor Strange en el multiverso de la locura (2022), como un "adversario multiversal que viaja en el tiempo" y el "adversario multiversal" del UCM y el próximo gran villano de todas las películas". El guionista de Quantumania, Jeff Loveness, lo llamó un "villano de primera línea, de primera línea de los Vengadores".
En la San Diego comic-Con en julio de 2022, Feige anunció las películas Avengers: The Kang Dynasty y Avengers: Secret Wars, que se estrenarán el 2 de mayo de 2025 y el 7 de noviembre de 2025, respectivamente. Estaban listos para concluir la Fase Seis del UCM y completar la "Saga del Multiverso", que cubre las Fases Cuatro, Cinco y Seis. Las películas se inspiraron respectivamente en "Kang Dynasty", una historia de cómic de 2001 escrita por Kurt Busiek en la que Kang el Conquistador viaja a través del tiempo para esclavizar a la humanidad, y Secret Wars, el nombre de un cómic de 1984–85 escrito por Jim Shooter y un cómic de 2015-16 escrito por Jonathan Hickman que sigue a varios personajes de Marvel que convergen en el planeta Battleworld. Feige comparó las películas con Avengers: Infinity War (2018) y Endgame, que concluyó la "Saga del Infinito" que agrupó las tres primeras fases del UCM. Dijo que muchos de los proyectos de la Fase Cuatro se habían desarrollado para la historia más amplia de The Kang Dynasty y la "Saga del Multiverso", y esto continuaría a lo largo de las Fases Cinco y Seis. Más tarde se informó que Marvel Studios no había planeado inicialmente que la próxima saga del UCM girara en torno a Kang, pero decidieron hacerlo después de ver la actuación de Majors en la primera temporada de "Loki" y en las primeras imágenes durante el rodaje de Quantumania. Feige notó que el papel de Majors como múltiples variantes de Kang lo convertía en un tipo diferente de villano del principal antagonista de la Saga del Infinito, Thanos, y dijo que "no había nadie sobre los hombros sobre los que preferiría poner la Saga del Multiverso" que los de Majors.
Feige dijo que los hermanos Anthony y Joe Russo no regresarían como directores de Infinity War y Endgame, a pesar de que previamente expresaron interés en hacer una película de Secret Wars. Se reveló que Destin Daniel Cretton dirigiría The Kang Dynasty poco después del anuncio de la Comic-Con. Había dirigido Shang-Chi y la leyenda de los Diez Anillos (2021) para Marvel Studios, y firmó un acuerdo general con ellos en diciembre de 2021 que incluía dirigir una secuela de esa película y desarrollar una la serie de Wonder Man para Disney+. Cretton solo fue contratado para dirigir The Kang Dynasty, a diferencia de cómo los hermanos Russo dirigieron tanto Infinity War como Endgame. El escritor de Quantumania, Jeff Loveness, fue contratado para escribir el guion de la película en septiembre de 2022, y comenzó a trabajar dos semanas después. Loveness no esperaba ser considerado para el película, pensando que "terminaría" con Quantumania a pesar de agregar elementos a esa película que, en su opinión, serían una buena configuración para una película de Avengers. Creía que le pidieron que presentara una presentación cinematográfica para The Kang Dynasty porque Marvel Studios había disfrutado de esos elementos en Quantumania y su interpretación de Kang. Majors confirmó el mes siguiente que había hablado de la película con Cretton, y en noviembre, Simu Liu expresó entusiasmo por retomar su papel como Shang-Chi y potencialmente trabajar con Cretton nuevamente en la película. Loveness dijo en enero de 2023 que quería que The Kang Dynasty se sintiera como una "lucha generacional" que tomaría a los nuevos personajes del UCM de la Fase Cuatro y "los arrojaría al fuego".

#### Despido de Jonathan Majors y cambios creativos
En abril de 2023, tras el arresto de Majors en marzo y las posteriores acusaciones de agresión, Marvel Studios aún no había discutido la eliminación del actor del UCM. Todavía estaba adjunto a The Kang Dynasty y Secret Wars, y estaba previsto que recibiera 20 millones de dólares con una compensación final por la primera. Disney estaba monitoreando la situación. Joanna Robinson de The Ringer describió las acusaciones contra Majors como "un gran problema" para Marvel Studios que los puso "en una posición muy inusual", ya que no tenía precedentes que el estudio planificara gran parte de la franquicia en un solo personaje y actor; ella argumentó que Majors se había convertido en una parte mucho más integral de sus planes para la Saga del Multiverso que Robert Downey Jr. o Josh Brolin en la Saga del Infinito como Tony Stark / Iron Man y Thanos, respectivamente. Robinson también señaló que había informes contradictorios sobre cómo procedería el estudio con el asunto. Para entonces, estaba previsto que The Kang Dynasty comenzara a rodarse a principios de 2024. En mayo, Jeff Sneider de Above the Line informó que Loveness ya no estaba involucrado en la película y que su posible salida se produjo antes del inicio de la huelga del Sindicato de Guionistas de Estados Unidos de 2023, a principios de ese mes. En junio, el estreno de la película se retrasó al 1 de mayo de 2026, en parte debido a que el guion no estaba completado antes de la huelga.
Tatiana Siegel de Variety informó en noviembre de 2023 que los ejecutivos de Marvel Studios habían comenzado a discutir planes alternativos para la Saga del Multiverso debido a los problemas legales de Majors, incluido un giro para centrarse en otro antagonista del cómic como Doctor Doom; ya se esperaba que ese personaje fuera un antagonista importante, si no el antagonista principal, en Secret Wars. El estudio comenzó a considerar cambios en la historia luego del decepcionante desempeño en taquilla de Quantumania. Siegel sintió que reemplazar a Majors también era una opción, dado que Marvel Studios había refundido previamente papeles importantes en el UCM debido a problemas fuera de la pantalla, y también informó que el episodio final de la segunda temporada (2023) de Loki establecería el papel futuro de Kang y sus variantes de una manera que a Marvel le resultaría difícil cambiar. Sin embargo, cuando el episodio se lanzó poco después, varios comentaristas opinaron que en realidad restaba importancia al papel futuro de Kang y proporcionaba varias soluciones posibles para Marvel, incluida la de que las variantes de Kang fueran manejadas por la Autoridad de Variación Temporal (AVT) de Loki fuera de la pantalla y potencialmente reemplazándolos con variantes de Loki. A mediados de noviembre, Robinson informó que Loveness abandonó la película porque estaba estrechamente asociado con la historia de Kang y Marvel se estaba "alejando" de eso. Aaron Couch y Borys Kit, que escribieron para The Hollywood Reporter, dijeron que Loveness completó un borrador del guion antes de irse. No estaban seguros de si contratarían a otro escritor para trabajar en la película. Al mismo tiempo, Cretton renunció como director para centrarse en otros proyectos del MCU. Se dijo que su salida fue amistosa ya que todavía estaba trabajando en otros proyectos con el estudio, y se atribuyó en parte a los retrasos en la programación de la película. Sneider informó que Marvel ahora quería un director que pudiera desarrollar tanto Kang Dynasty como Secret Wars como un final de dos partes de la Saga del Multiverso. Sugirió que Marvel elimine el título Kang Dynasty y en su lugar llame a las películas Secret Wars – Partes 1 y 2, creyendo que esta es una forma conveniente de generar entusiasmo por las películas y al mismo tiempo evitar más preguntas sobre Majors. Para entonces, el equipo de redacción de Christopher Markus y Stephen McFeely, que escribieron Infinity War y Endgame, supuestamente habían estado actuando como "asesores no oficiales" en Marvel Studios desde hace varios meses.
A finales de mes, contrataron a Waldron para escribir el guion de la película junto con Secret Wars. En diciembre de 2023, Majors fue despedido por Disney y Marvel Studios después de que fuera declarado culpable de acoso y agresión imprudente en tercer grado. No se sabía si Marvel cambiaría el personaje de Kang o reenfocaría sus planes en un nuevo villano, pero para entonces el estudio había comenzado a referirse internamente a la película como Avengers 5. Sneider pronto informó que, al igual que su sugerencia anterior, Marvel Studios estaba desarrollando Secret Wars como una "película gigante de cinco horas" dividida en dos partes, con un año entre sus estrenos, y que el estudio estaba buscando un director para las películas. Se esperaba que el rodaje comenzara a finales de 2024. Couch y Kit informaron además en febrero de 2024 que la película recibiría un nuevo título y que minimizaría el papel de Kang o eliminaría al personaje por completo.

#### Nuevo trabajo comoDoomsday
Mientras completaba su trabajo como director de la película Deadpool & Wolverine (2024) para Marvel Studios, a Shawn Levy se le pidió discretamente que dirigiera Avengers 5 a mediados de marzo de 2024. Rechazó la oferta debido a problemas de agenda con su papel como director y productor ejecutivo en la quinta temporada de Stranger Things que lo mantendría ocupado hasta 2025. En abril, se informó que el rodaje comenzaría a principios de 2025, después de que Marvel Studios retrasara el cronograma de producción de la película por varios meses. A principios de mayo, el estudio se había acercado a Downey para interpretar al Doctor Doom; había hecho una audición para el papel en la película de 20th Century Fox Los 4 Fantásticos (2005) antes de ser elegido como Iron Man en el UCM. Feige quería que Downey regresara a la franquicia y el estudio le hizo repetidas ofertas al actor, pero Downey las rechazó y dijo que solo regresaría si los hermanos Russo también regresaban como directores. Waldron entregó un nuevo borrador del guion a Levy a finales de mayo, quien todavía era considerado la principal opción del estudio para dirigir la película y estaba en la contienda nuevamente después del retraso de la producción. A principios de junio, estaba en conversaciones iniciales con el estudio, aunque todavía se estaban considerando otros directores y Levy aún no se había comprometido con la película debido a su trabajo en Stranger Things y una película de Star Wars planeada.
Deadline Hollywood describió Avengers 5 como más un reparto coral que las películas anteriores de Avengers, que se centraban principalmente en un grupo central de Vengadores. Había potencial para que más de 60 actores del UCM repitieran sus papeles en la película, incluidos personajes establecidos de la Infinity Saga junto con otros más nuevos de The Multiverse Saga, aunque Feige advirtió que no todos los nuevos personajes de The Multiverse Saga podrían aparecer en Avengers 5 y Secret Wars. Más tarde, en junio, Benedict Cumberbatch dijo que repetiría su papel del UCM como el Dr. Stephen Strange en la próxima película de Avengers y que comenzaría a rodarse en 2025. Los hermanos Russo estaban en conversaciones iniciales para dirigir Avengers 5 y Secret Wars a mediados de julio de 2024. Matthew Belloni de Puck informó que la agencia de talentos Creative Artists Agency había sugerido a Greg Berlanti y Noah Hawley a Marvel Studios como posibles directores para ambas películas, pero fueron rechazados por Feige. Además, Sneider informó que Jeremy Renner retomaría su papel de Clint Barton / Hawkeye en la película.
En la SDCC a finales de julio de 2024, se confirmó que los hermanos Russo dirigirían las dos próximas películas de Avengers. Revelaron que Avengers 5 ahora se titularía Avengers: Doomsday, y que ambas películas presentarían a Downey como el Doctor Doom, a quien consideraban necesario para hacerle justicia a la historia de Secret Wars. Los Russo estaban produciendo Doomsday y Secret Wars a través de su productora AGBO, McFeely había asumido el papel de guionista de ambas películas de Waldron, y el rodaje estaba previsto que comenzara a principios de 2025 en Londres. Markus no regresó para coescribir las películas, y en su lugar eligió centrarse en dirigir proyectos para AGBO. La reunión de Marvel Studios, Downey y los hermanos Russo fue considerada por los expertos de la industria como un regreso a lo que había funcionado en el pasado y una "combinación perfecta de sincronización y de que todos estaban en la misma página". En respuesta a los anuncios de la SDCC, Majors dijo que estaba "desconsolado" por la decisión de seguir adelante con las películas sin él y dijo que estaba abierto a regresar al UCM como Kang si Marvel Studios alguna vez quería explorar más al personaje. En mayo de 2025, Disney retrasó el estreno de Doomsday al 18 de diciembre de 2026 y Secret Wars al 17 de diciembre de 2027, para dar más tiempo para que se completara la producción.
Se informó que los Russo y Downey ganarían 40 y 50 millones de dólares, respectivamente, por cada película. Se esperaba que recibieran bonificaciones según el rendimiento en taquilla de las películas, con la posibilidad de que el salario de Downey se duplicara. Downey también negoció viajes en jet privado, seguridad personal dedicada y múltiples remolques en los sets de rodaje como parte de su acuerdo. Tras ganar entre 500 y 600 millones de dólares en total por sus apariciones anteriores en el UCM, no se esperaba que Downey aceptara un descuento salarial. Tampoco lo era el actor de Thor, Chris Hemsworth, quien, según Belloni, tendría un papel importante en Doomsday y sería el "segundo protagonista" de la película después de Downey. Atribuyó esto a que Marvel Studios sentía que necesitaba estrellas consagradas en papeles reconocibles para dar "vida" a la película.

### Guion
Reconociendo las preocupaciones sobre el creciente tamaño del UCM, los hermanos Russo dijeron que también habían tenido problemas para mantenerse al día con la gran cantidad de proyectos que se habían lanzado desde Endgame. Querían restaurar el enfoque de la franquicia en una narrativa central, que había sido importante para ellos durante la Saga del Infinito. Aunque Doomsday y Secret Wars son la conclusión de la Saga del Multiverso, los Russo vieron las dos películas como un nuevo comienzo para el UCM en contraste con la historia final que contaron con Infinity War y Endgame. Feige reiteró esto, diciendo que "Endgame, literalmente, trataba sobre finales. Secret Wars trata sobre comienzos". Cuando comenzaron a trabajar en la historia y los guiones de las películas, los hermanos Russo visitaron los sets de Los Cuatro Fantásticos: primeros pasos y vieron los primeros cortes de escenas con el director Matt Shakman. Dijo que esto le permitió "pasarles la batuta y [asegurarse de que los personajes de los Cuatro Fantásticos] estuvieran bien cuidados". Después de que los comentarios de Shakman sobre su enfoque de Reed Richards / Mister Fantástico generaran conceptos erróneos sobre que ese personaje se convertiría en el líder de los Vengadores en Doomsday, Siegel aclaró que Richards tendría un papel integral en las películas, pero no como la "pieza central". En julio de 2025, Feige reveló que Waldron estaba ayudando a McFeely con los guiones.
En abril, el actor de Sam Wilson / Capitán América, Anthony Mackie, dijo que la película tendría un final de suspenso y la describió como "ampliar los límites" para preparar la historia continua del UCM. Añadió que "todos son prescindibles". Feige dijo que Doomsday se centraría en los Vengadores, los Wakandanianos, los Cuatro Fantásticos, los Thunderbolts—revelados en Thunderbolts* (2025) como los Nuevos Vengadores aprobados por el gobierno—y los X-Men "originales" uniéndose para enfrentarse a Doom. Los acontecimientos de primeros pasos conducen directamente a la historia de Doomsday, que se ambienta catorce meses después de Thunderbolts* y cuatro años después de los acontecimientos de primeros pasos. En julio, Feige declaró que para Marvel era un sueño de toda la vida traer a los Cuatro Fantásticos y a los X-Men al UCM, y que le parecía surrealista ver a estos personajes juntos después de 25 años trabajando en películas de Marvel. Comentó que lo divertido de las películas de Avengers era reunir a diferentes personajes y ver cómo se llevaban, y añadió que estaban "profundizando mucho en [los X-Men] con Doomsday" después de que Deadpool & Wolverine hubiera "arañado la superficie".

### Preproducción
En junio de 2024, Deadline Hollywood describió la primera de las dos películas como un reparto más conjunto que las anteriores de Avengers, que se centraban principalmente en un grupo principal de Vengadores. Existía la posibilidad de que más de 60 actores repitieran sus papeles en el UCM, incluyendo personajes consolidados de la Saga del Infinito junto con los más recientes de la Saga del Multiverso, aunque Feige advirtió que no todos los nuevos personajes de la Saga del Multiverso podrían aparecer en ambas películas. Al igual que en Infinity War y Endgame, se utilizaron tarjetas magnéticas para registrar qué personajes y actores estaban disponibles para las películas.
Benedict Cumberbatch dijo en junio de 2024 que repetiría su papel del UCM como el Dr. Stephen Strange en la primera película. El mes siguiente, Sneider informó que Jeremy Renner repetiría su papel del UCM como Clint Barton / Hawkeye en la película. En la SDCC a finales de julio, se anunció el casting de Robert Downey Jr. como Victor von Doom / Doctor Doom para ambas películas. Habló de cambiar de Tony Stark / Iron Man a Doom, diciendo que disfrutaba retratando personajes complejos y que su papel en las películas era "nueva máscara, misma tarea". Diferentes historias dentro de Marvel Comics han visto a Stark y Doom intercambiar cuerpos, y Doom asume el manto de Iron Man en la serie de cómics Infamous Iron Man de 2016-17 de Bendis y Alex Maleev. El anuncio del casting de Downey llevó a especulaciones sobre si interpretaría una variante de Stark de un universo alternativo o si su recasting sería ignorado en la historia de las películas. También en la convención, se dijo que los miembros del reparto de las películas del UCM Thunderbolts* y Los Cuatro Fantásticos: primeros pasos repetirían sus papeles en las próximas dos películas de Avengers, incluyendo a los actores principales de los Cuatro Fantásticos: Pedro Pascal como Reed Richards / Mister Fantástico, Vanessa Kirby como Sue Storm / Mujer Invisible, Joseph Quinn como Johnny Storm / Antorcha Humana, y Ebon Moss-Bachrach como Ben Grimm / The Thing. Tom Holland, quien también se esperaba que repitiera su papel del UCM como Peter Parker / Spider-Man en Doomsday, dijo que sabía sobre la elección de Downey como Doom antes del anuncio de la SDCC.
En diciembre de 2024, se informó que Chris Evans, Anthony Mackie y Hayley Atwell aparecerían en Doomsday, con Mackie y Atwell repitiendo sus respectivos papeles en el UCM como Sam Wilson / Capitán América y Peggy Carter. No estaba claro cuál sería el papel de Evans después de interpretar a Steve Rogers en la Saga del Infinito y una variante de Johnny Storm / Antorcha Humana en Deadpool & Wolverine, repitiendo el último papel de Los Cuatro Fantásticos de Fox y Los Cuatro Fantásticos y Silver Surfer (2007). Sneider informó que Evans podría interpretar una versión de Nomad, un manto asumido por Rogers y otros personajes de los cómics. Marvel intentó desarrollar una película separada con Evans y Atwell antes de decidir que Doomsday sería una mejor película para revisitarlos. Evans negó que estaría en la película, diciendo que estaba "felizmente retirado" de Marvel. En enero de 2025, Sneider informó que Marvel Studios estaba eligiendo una versión alternativa de T'Challa / Black Panther para múltiples proyectos de MCU comenzando con Doomsday. El personaje fue interpretado originalmente en el UCM por Chadwick Boseman hasta su muerte en agosto de 2020. Sneider dijo que el estudio le ofreció el papel a un actor a fines de 2024, pero lo rechazaron y asumieron un papel de superhéroe diferente. Más tarde dijo que el casting era para el hijo de T'Challa, T'Challa II / Toussaint, quien se convertiría en el nuevo Black Panther. El personaje fue presentado de niño en la película del UCM Black Panther: Wakanda Forever (2022), interpretado por Divine Love Konadu-Sun. También en enero, Cumberbatch dijo que ya no aparecería en Doomsday debido a los cambios en la historia tras el despido de Majors, pero pronto dijo que se había equivocado y que aparecería en ambas películas, con un papel central en Secret Wars. Mackie dijo que también estaría en ambas películas.
Con el inicio de la producción a finales de marzo de 2025, Marvel anunció oficialmente 26 miembros del elenco para "Doomsday". Los actores que regresaron de medios anteriores del UCM incluyeron a Hemsworth, Kirby, Mackie, Sebastian Stan (quien interpreta a Bucky Barnes / Soldado del Invierno en el UCM), Letitia Wright (Shuri / Black Panther), Paul Rudd (Scott Lang / Ant-Man), Wyatt Russell (John Walker / U.S. Agent), Tenoch Huerta Mejía (Namor), Moss-Bachrach, Simu Liu (Xu Shang-Chi), Florence Pugh (Yelena Belova), Lewis Pullman (Bob Reynolds / Sentry), Danny Ramirez (Joaquin Torres / Falcon), Quinn, David Harbour (Alexei Shostakov / Guardián Rojo), Winston Duke (M'Baku), Hannah John-Kamen (Ava Starr / Fantasma), Tom Hiddleston (Loki), Channing Tatum (Remy LeBeau / Gambito) y Pascal. También se anunció el regreso de varios actores de la serie de películas X-Men de Fox: Kelsey Grammer (quien interpretó a Hank McCoy / Bestia en esas películas), Patrick Stewart (Charles Xavier / Profesor X), Ian McKellen (Erik Lehnsherr / Magneto), Alan Cumming (Kurt Wagner / Nightcrawler), Rebecca Romijn (Raven Darkhölme / Mystique), y James Marsden (Scott Summers / Cíclope). Stewart y Grammer repitieron previamente sus papeles de "X-Men" en las películas del UCM Doctor Strange en el multiverso de la locura (2022) y The Marvels (2023), respectivamente. Después del anuncio, Downey y Marvel Studios adelantaron que había más miembros del reparto por revelar para Doomsday. Couch y Kit informaron que Marvel solo había revelado aproximadamente la mitad del reparto de la película y notaron la ausencia de algunos actores previamente reportados, como Holland y Evans. Dijeron que se esperaba que Evans apareciera en al menos una de las dos películas, mientras que se informó que Atwell había firmado un acuerdo para protagonizar ambas películas. Sneider informó que la película Spider-Man: Brand New Day (2026) se desarrollaría simultáneamente con los eventos de Doomsday y, como resultado, no esperaba que Holland apareciera en esta última película.
A mediados de abril de 2025, las fotos del set revelaron que Benedict Wong estaba repitiendo su papel del UCM como Wong en Doomsday. El mes siguiente, las fotos con los miembros del reparto de Doomsday en Bahréin revelaron que Mabel Cadena y Alex Livinalli también regresaban para la película, en sus respectivos papeles del UCM como Namora y Attuma. En agosto, Ryan Reynolds publicó una imagen en Instagram del logo de los Vengadores vandalizado por graffiti, que recordaba a un logo similar visto en Deadpool & Wolverine, lo que llevó a especulaciones de que estaba insinuando el papel de Wade Wilson / Deadpool en Doomsday y Secret Wars. Couch y Kit informaron a través del boletín informativo Heat Vision de The Hollywood Reporter que Deadpool aparecería en Doomsday, mientras que Anthony D'Alessandro de Deadline Hollywood informó que Reynolds no iba a aparecer en las dos películas de Avengers, no había sido visto en el set de Doomsday y había publicado el logo hecho por un fan porque Le intrigaba y "solo se estaba divirtiendo". Umberto Gonzalez de TheWrap analizó estos informes contradictorios, cuestionando la confianza de The Hollywood Reporter en sus fuentes, aunque señaló que la ausencia de Reynolds en el set no significaba que no participaría en la película. Gonzalez informó que Reynolds aparecería como Deadpool en Doomsday, pero dijo que las fuentes aún no estaban listas para confirmarlo públicamente.
En octubre de 2024, los hermanos Russo dijeron que Doomsday y Secret Wars se estaban produciendo juntas de forma similar a Infinity War y Endgame, pero que no se rodarían consecutiva como esas películas; solo pasaron cuatro semanas entre el final del rodaje de Infinity War y el inicio del de Endgame. Anthony dijo que pasaría alrededor de un año entre el final del rodaje de Doomsday y el inicio del de Secret Wars. Joe dijo después que las dos películas se estaban haciendo "bastante consecutivas". A principios de 2025, se informó que el rodaje de Doomsday se llevaría a cabo desde marzo hasta agosto. Dijo que dividiría su tiempo entre el rodaje de Doomsday en Londres y el de la serie de televisión 12 12 12 en Budapest, y los hermanos Russo explicaron que el rodaje se realizaría principalmente en estudios de sonido y en lugares específicamente elegidos para evitar la filtración de fotos del set.

### Diseño
Gavin Bocquet fue elegido como diseñador de producción para Doomsday, volviendo a trabajar con los hermanos Russo después de trabajar en la segunda temporada de su serie de televisión Citadel (2023-presente). Los decorados del Edificio Baxter que Kasra Farahani diseñó para primeros pasos se reutilizaron, con algunas actualizaciones, para la película. La diseñadora de vestuario Judianna Makovsky regresó de películas anteriores del UCM.

### Rodaje
Algunas grabaciones "previas a la fotografía" de Doomsday ocurrieron en abril de 2025, incluida la grabación de la escena poscréditos de Thunderbolts* con el reparto de Nuevos Vengadores. Los Russo grabaron la escena acompañados por el director de Thunderbolts* Jake Schreier. La fotografía principal de Doomsday comenzó el 28 de abril, bajo el título provisional Apple Pie 1. Originalmente, se esperaba que la producción comenzara a principios de 2024, pero esto se retrasó debido al despido de Majors y los cambios creativos de las películas. El director de fotografía Newton Thomas Sigel volvió a trabajar con los hermanos Russo después de trabajar en Citadel y su película Cherry (2021). A finales de mayo, el rodaje se estaba llevando a cabo en Baréin.
Se prevén cuatro días de rodaje en el Windsor Great Park a mediados o finales de junio, donde se construyeron los decorados para una nave espacial y un bungalow estilo años 60. Este último se conoce como la "casa de Luke Cage". Se realizará un día adicional de rodaje en el Windsor Great Park en agosto, donde se construirá un decorado conocido como la "casa de Annie Reynolds". A finales de julio, el reparto de Los Cuatro Fantásticos: primeros pasos había terminado de rodar la mitad de sus escenas, y Romijn había rodado algunas escenas para Doomsday y no estaba segura de si tendría que rodar más porque el guion aún se estaba escribiendo. Pascal y Cumming terminaron de filmar sus escenas a principios de agosto. Cumming dijo que su agenda para la serie The Traitors (2023-presente) le impidió estar disponible durante el rodaje de algunas de sus escenas de Doomsday, por lo que la producción aprovechó todo su tiempo y lo "comprimió" para grabarlo con pantallas verdes y otras técnicas, además de "pequeñas escenas con personas aquí y allá". Se espera que el rodaje de Doomsday dure aproximadamente seis meses.

## Música
En abril de 2024, Alan Silvestri indicó que podría estar componiendo la música para un próximo proyecto del MCU después de haberlo hecho previamente para Infinity War, Endgame y otras películas del MCU. En julio de ese año, se confirmó que regresaría como compositor tanto de Doomsday como de Secret Wars.

## Marketing
El subtítulo Doomsday, el regreso de los hermanos Russo y la elección de Downey como Doctor Doom se anunciaron en el panel de la San Diego Comic-Con de Marvel Studios en julio de 2024. El anuncio involucró a varias personas vestidas como Doom que aparecieron en el escenario, incluido Downey, quien se desenmascaró para revelar su elección a la audiencia. Kat Bailey en IGN describió el anuncio del casting como "una de las revelaciones más dramáticas en la historia reciente de Marvel" e informó sobre las respuestas mixtas de los fanáticos, con algunos elogiando el regreso de Downey mientras que otros pensaron que era un movimiento desesperado de Marvel Studios luego del pobre desempeño de algunos proyectos recientes del UCM. Otros comentaristas también discutieron el casting y las respuestas mixtas al mismo, incluyendo a Collier Jennings de Collier, quien criticó la elección de un actor no romaní para el papel, basándose en la herencia de cómic del personaje. El anuncio generó especulaciones sobre si Downey interpretaría una variante de un universo alternativo de su papel anterior en el UCM, Tony Stark / Iron Man, o si su elección sería ignorada en la historia de la película.
Coincidiendo con el inicio del rodaje el 26 de marzo de 2025, Marvel emitió una transmisión en vivo de cinco horas en redes sociales mostrando una hilera de sillas de director con los nombres de los miembros del reparto. Se revelaba una nueva silla aproximadamente cada 12 minutos, acompañada de música de un proyecto anterior de Marvel en el que había participado el actor. La transmisión finalizó con la aparición de Downey y una interpretación del tema Avengers de Silvestri. La transmisión en vivo tuvo alrededor de 100,000 espectadores simultáneos en YouTube y se convirtió en tendencia en X (anteriormente Twitter) y generó numerosos memes de internet con cada anuncio del reparto. Jordan Moreau y Brent Lang, de Variety, calificaron la transmisión en vivo de "lenta" y la compararon con la revelación de la fecha de estreno de la séptima temporada de Game of Thrones en 2017, cuando un bloque de hielo se derritió para revelar la fecha; ambas acrobacias fueron "burladas por su ritmo". Austen Goslin de Polygon, quien estaba preocupado por el gran elenco que se anunció, describió la transmisión en vivo como "angustiosamente lenta [pero] sumamente divertida". Disfrutaba revisando la transmisión para cada nueva revelación y luego viendo las respuestas en redes sociales. James Whitbrook de Gizmodo dijo que la cantidad de espectadores que tuvo la transmisión en vivo "habla de la capacidad del estudio para mantener gran parte de ese control que ha tenido en la cultura pop durante los últimos casi 20 años". Basándose en los miembros del elenco anunciados en la transmisión en vivo, Devin Meenan de /Film creía que la película podría adaptar elementos del evento crossover de cómics de 2012 "Avengers vs. X-Men", escrito por Bendis, Matt Fraction, Jason Aaron, Ed Brubaker y Hickman. También creía que podrían incluirse elementos de la serie limitada de 2010 Doomwar, escrita por Jonathan Maberry. Ese cómic muestra al Doctor Doom invadiendo Wakanda y presenta a los X-Men.

## Estreno
Avengers: Doomsday está programado para estrenarse en Estados Unidos el 18 de diciembre de 2026. Originalmente estaba programado para estrenarse el 2 de mayo de 2025, pero se retrasó al 1 de mayo de 2026, en parte debido a la huelga del Sindicato de Guionistas de Estados Unidos de 2023, seguido de otro retraso hasta el estreno en diciembre de 2026 para dar más tiempo a que se completara la producción. Formará parte de la Fase Seis del UCM.

## Secuela
Está previsto que se lance una secuela, titulada Avengers: Secret Wars, el 17 de diciembre de 2027. También está escrita por McFeely y dirigida por los hermanos Russo. La película concluirá la Fase Seis del UCM.